# Amelia (Ohio)
Amelia è stato un villaggio degli Stati Uniti d'America, situato nello stato dell'Ohio, nella contea di Clermont. Il 5 novembre 2019, i residenti hanno votato per lo scioglimento del villaggio per impedire un aumento delle tasse.